# Roberto Hernández Ramírez
Roberto Hernández Ramírez (* 1942 in Tuxpan, Veracruz) ist ein prominenter mexikanischer Bankier und Unternehmer. Er ist bekannt für seine bedeutenden Beiträge zum Finanzsektor in Mexiko, insbesondere durch die Mitbegründung von Acciones y Valores de México (Accival) im Jahr 1971.

## Leben
Ramirez studierte an der Universidad Iberoamericana. Gemeinschaftlich mit Alfredo Harp Helú gründete er das Unternehmen Grupo Financiero Banamex. Nach Angaben des US-amerikanischen Forbes Magazin war Ramirez im März 2012 der neuntreichste Mexikaner.

## Karriere
Accival und Banamex: Im Jahr 1991 erwarb Hernández zusammen mit seinen Partnern von Accival die Banco Nacional de México (Banamex), was zur Gründung der Grupo Financiero Banamex-Accival (Banacci) führte. Unter seiner Leitung wurde Banamex zu einer der führenden Finanzinstitutionen in Mexiko. Er war von 1991 bis 2013 Vorsitzender des Verwaltungsrats von Banamex und von 1997 bis 2001 dessen CEO.
Mexikanische Börse und Bankvereinigung: Hernández war von 1974 bis 1979 Vorsitzender der mexikanischen Börse und von 1993 bis 1994 Präsident der Mexikanischen Bankvereinigung.
Citigroup-Übernahme: Im Jahr 2001 spielte er eine Schlüsselrolle bei der Übernahme von Banacci durch Citigroup, eine der größten Unternehmensübernahmen zwischen Mexiko und den USA. Diese Integration war bedeutend für den mexikanischen Bankensektor und bot allen Banacci-Aktionären faire Bedingungen.